# Арабска рибарка
Арабска рибарка (Sterna repressa) е вид птица от семейство Sternidae.

## Разпространение
Видът е разпространен в Бахрейн, Джибути, Египет, Еритрея, Индия, Иран, Ирак, Израел, Йордания, Йемен, Кения, Кувейт, Катар, Малдивите, Оман, Обединените арабски емирства, Пакистан, Саудитска Арабия, Сейшелите, Сомалия, Судан и Танзания.